# 雷菲克·梅米舍维奇
雷菲克·梅米舍维奇（1956年5月14日—），塞尔维亚男子摔跤运动员。他曾代表南斯拉夫参加1980年和1984年夏季奥林匹克运动会摔跤比赛，其中1984年奥运会获得一枚银牌。